# Morbidelli 850 V8
La Morbidelli 850 V8, (o 850 8V oppure semplicemente Morbidelli V8, è una motocicletta sportiva prodotta dalla casa motociclistica Italiana Morbidelli a fine anni 90, tra il 1994 e il 1998.

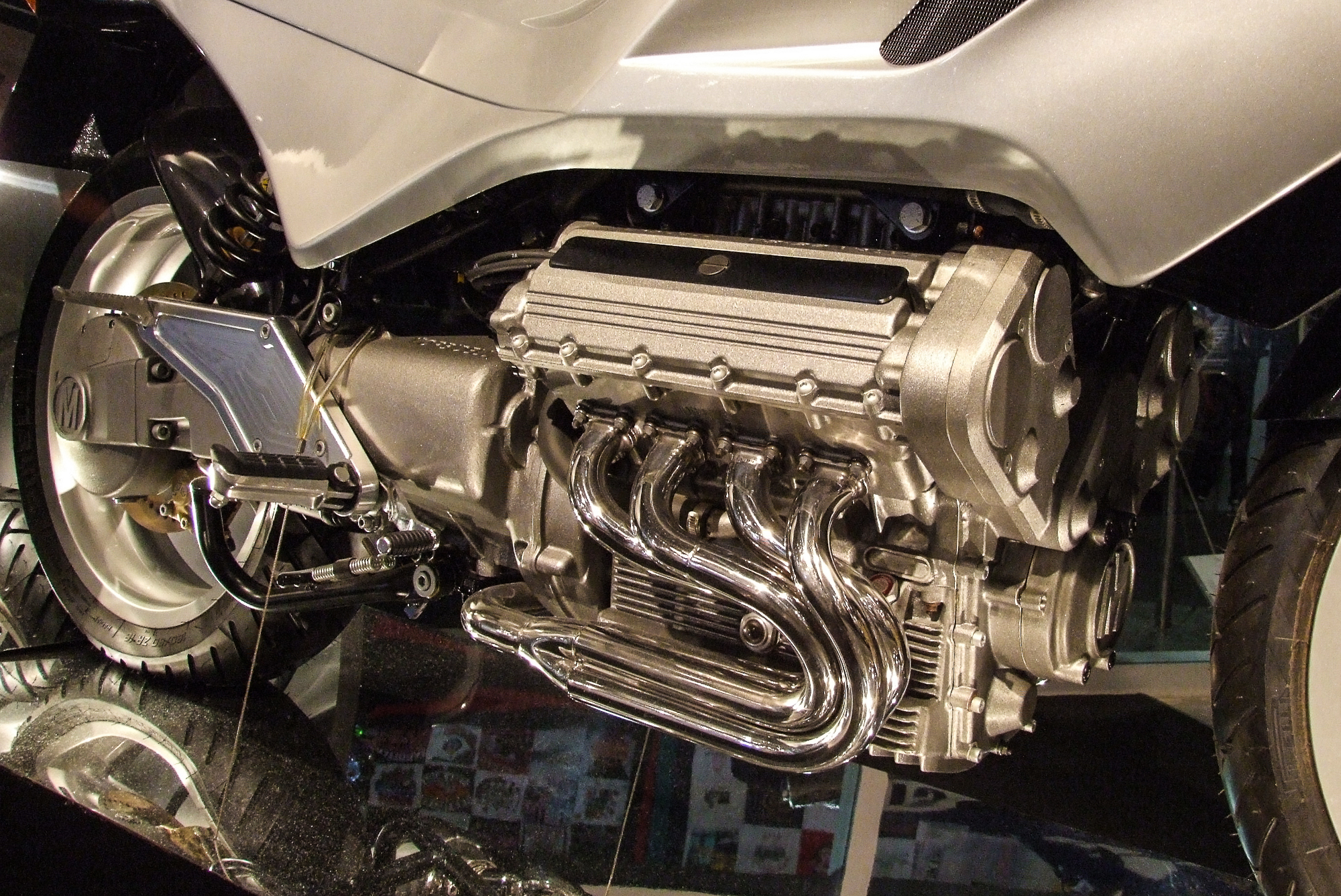
Dettaglio motore

Costruita in soli 4 esemplari (di cui uno prototipale), si caratterizzava per avere un motore V8 e per essere stata nel 1998 la motocicletta di produzione più costosa al mondo con un prezzo di 102 mila dollari statunitensi..

## Descrizione

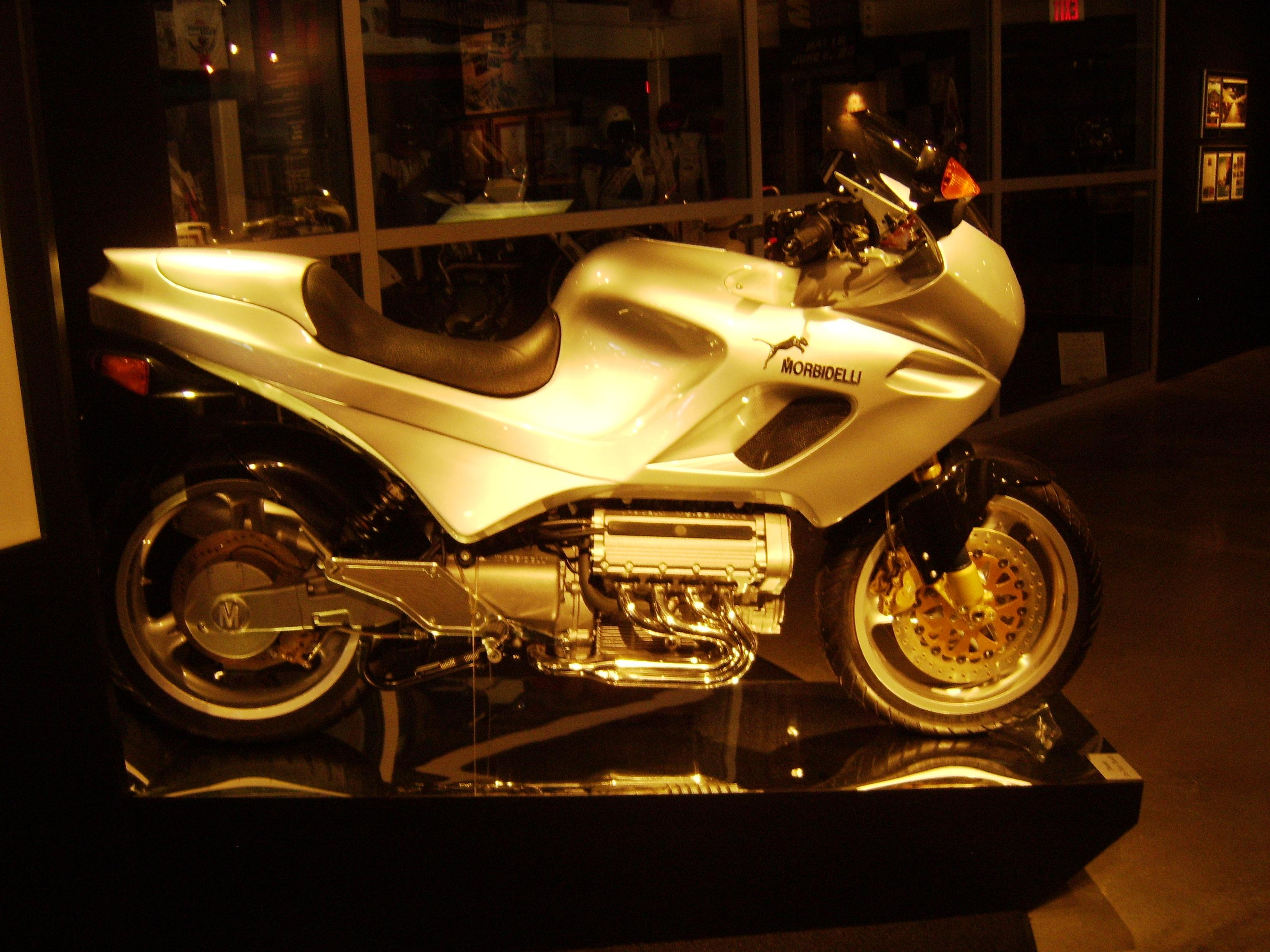

Presentata inizialmente al salone di Milano nel agosto 1994, la progettazione del primo prototipo venne affidata a Pininfarina. 
Era equipaggiato con un motore raffreddato a liquido a quattro tempi a otto cilindri a V di 90° montato longitudinalmente da 847 cm³
 progettato da Giancarlo Morbidelli, concettualmente di derivazione Cosworth. Le misure caratteristiche del motore erano le seguenti: alesaggio di 55 mm con una corsa di 44,6 mm, valvole di aspirazione da 21 mm e valvole di scarico da 17 mm che venivano azionate tramite due alberi a camme in testa comandate da cinghie dentate.
Il progetto, dopo la produzione di alcuni esemplari, venne accantonato per una questione sia di costi che d'industrializzazione. Nel 2003 il progetto venne ripescato per fare da base ad una possibile nuova moto dotata di motore V12, ma lo sviluppo non andò in porto rimanendo solo sulla carta.
Due degli esemplari realizzati sono esposti al Barber Vintage Motorsports Museum in Alabama e al Morbidelli Museum a Pesaro.